# BYD M6
Pour les articles homonymes, voir M6 (homonymie).
Le BYD M6 est un modèle monospace 7 places fabriqué par le constructeur automobile chinois BYD.

## Historique
BYD est entré sur le marché des monospaces en 2009 en lançant le M6, officiellement présenté lors du salon de l'automobile de Pékin de 2010. Le design du M6 est repris de la seconde génération du Toyota Estima.
Le monospace possède deux motorisation, comprenant le moteur de 2L BYD483 développant 138 cv à 6 000 tr/min et 186 Nm de couple entre 4 000 et 4 500 tr/min, ou un moteur Mitsubishi 4G69 2,4L produisant 162 cv entre 5 000 et 6 000 tr/min et 220 Nm de couple entre 3 500 et 4 500 tr/min.
Un lifting mineur a ensuite été appliqué en 2013 avec des phares clairs remplaçant les phares fumés et un nouvel écran.

## Galerie

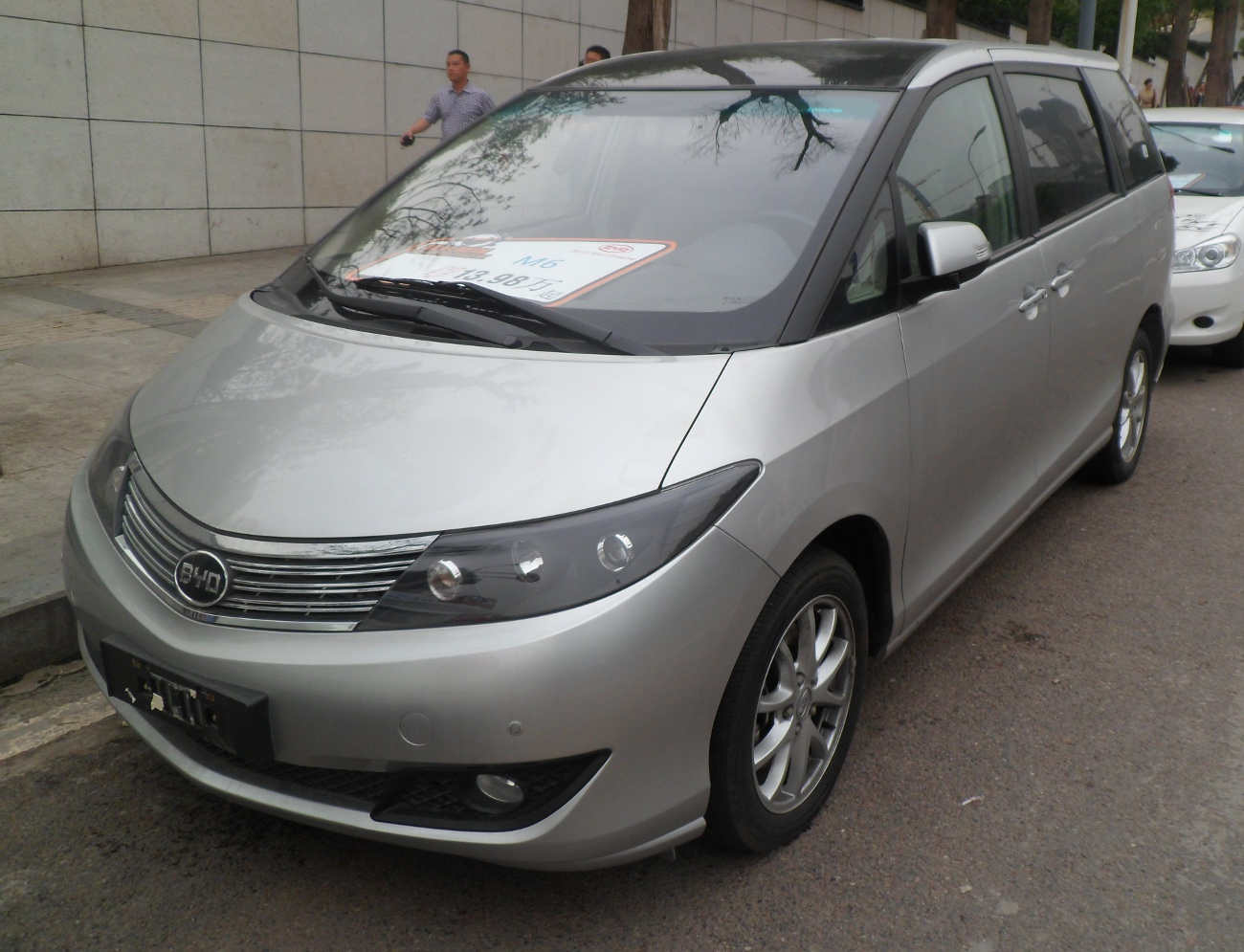
BYD M6 vue avant.
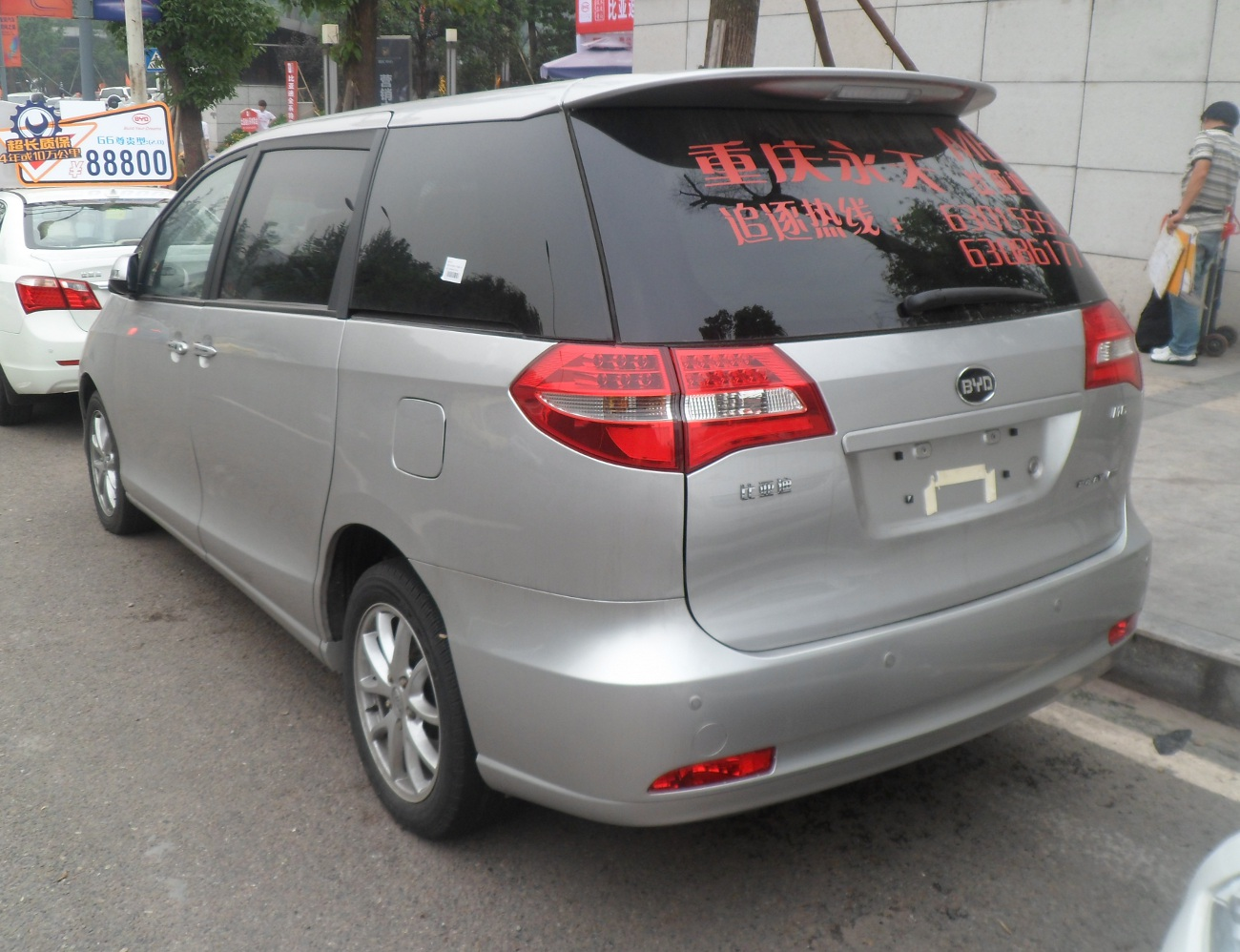
BYD M6 vue arrière.
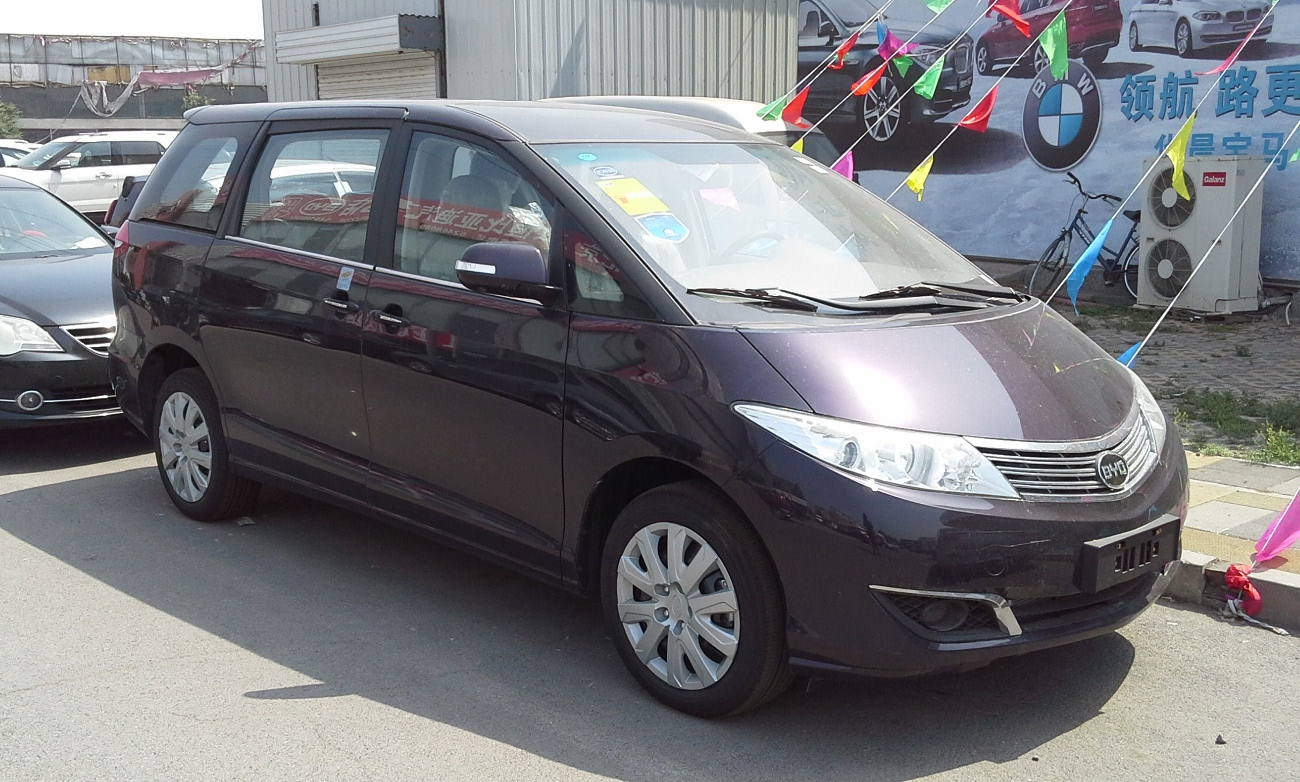
BYD M6 lifté vue avant.
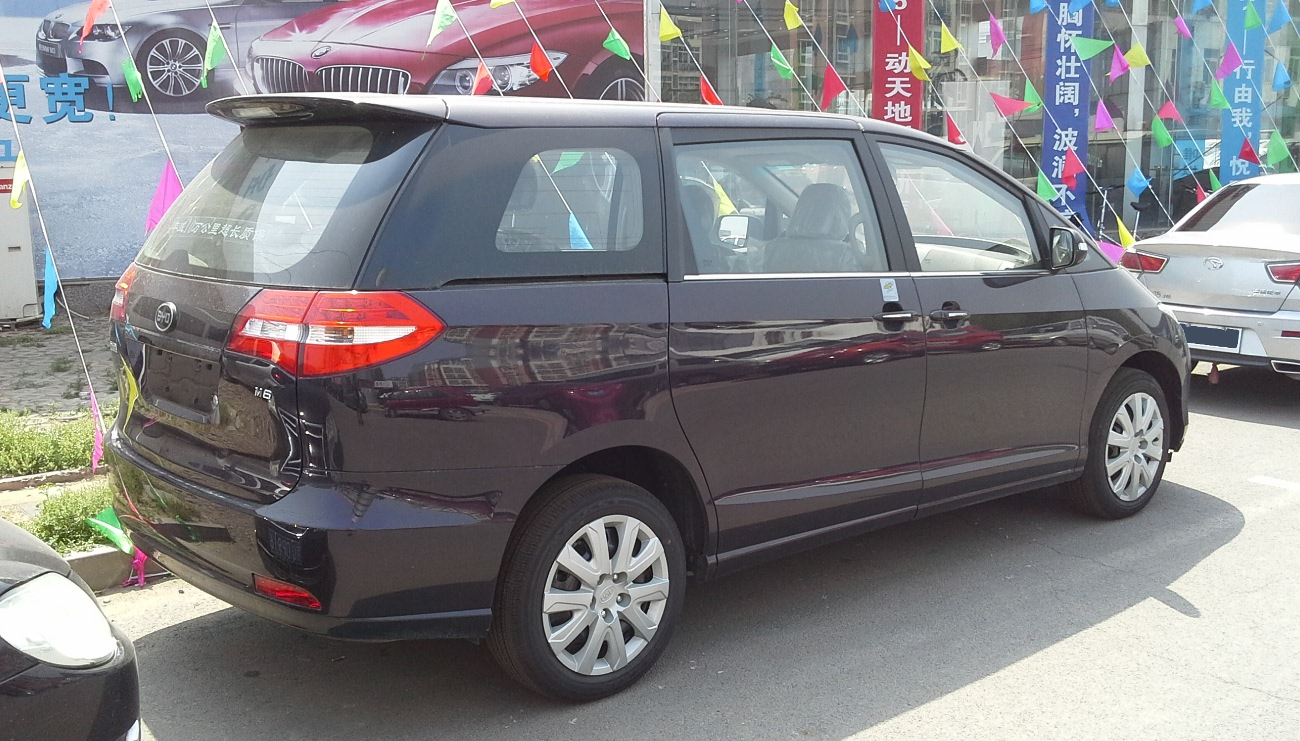
BYD M6 lifté vue arrière.